# Кастельнуово-Бокка-д’Адда
Кастельнуово-Бокка-д’Адда (итал. Castelnuovo Bocca d'Adda) — коммуна в Италии, располагается в регионе Ломбардия, в провинции Лоди.
Население составляет 1711 человек (2008 г.), плотность населения составляет 85 чел./км². Занимает площадь 20 км². Почтовый индекс — 26843. Телефонный код — 0377.
В коммуне в первое воскресение сентября особо празднуется Рождество Пресвятой Богородицы.

## Демография
Динамика населения:

## Администрация коммуны
- Официальный сайт: